# ジャガー・XKSS
XKSSは、イギリスの自動車メーカー・ジャガーが1957年に生産した2座席のスポーツカーである。

## 概要
1954年から製造されたレーシングカー・Dタイプのショートノーズ版をベースに一般路上向けロードゴーイングバージョンとして製作された。エンジンやメカニズムはDタイプと全く同じだが、日常での使用を考慮しボディおよび内装に手が加えられていた。外装ではフィンと、運転席と助手席を隔てていたフレームが取り払われ、助手席側にもドアが設けられた。ただしトランクルームは設置されず、テール部分にはクロームメッキのトランクキャリアが取り付けられた。風防はフロントウインドウに取って代わられ、ソフトトップも備えた。内装は快適性を向上させるべく革張りのシートが用意された。
1957年2月12日夜に発生したブラウンズレイン工場の火災により在庫も治具も焼失してしまい、生産中止を余儀なくされた。そのため生産台数は予定されていた25台に対し、16台（加えてDタイプからのコンバージョンが2台製作された）に過ぎない。そのため、現在ではクラシックジャガーの中でも最も稀少価値のある車の中の1台として知られている。故スティーブ・マックィーンも1台所有しており、現在その個体はロサンゼルスのピーターセン・ミュージアムに保管されている。

## 再生産
2016年、ジャガーカーズは突如として1957年型XKSSをオリジナルスペックにて追加生産・再生産することを発表した。生産台数は、残りの9台の予定である。
現存する何らかの車をベースにするのではなく、シャシーやボディ、エンジンなど全てを一から作る計画で、設計図をもとにできる限り忠実に再現され、設計図が存在しないパーツに関しては、現存する車両からスキャンし再現された。価格は約100万ポンドで、驚くべきことにこれらはXKSSの新車として販売される。